# Lucala (Fluss)
Der Lucala (portugiesisch Rio Lucala) ist ein rechter (nördlicher) Nebenfluss des Cuanza in Angola.

## Verlauf
Der Fluss entspringt auf einem Hochplateau der Provinz Uíge, unmittelbar an der Grenze zur Provinz Cuanza Norte, etwa 15 km südöstlich von Negage. In seinem Oberlauf bildet er die Grenze zwischen den beiden Provinzen. Etwa ab dort fließt er relativ geradlinig in süd-Südöstlicher Richtung. Im weiteren Verlauf bildet er die Grenze zwischen Cuanza Norte und der Provinz Malanje, die er später auch durchfließt. Nach ungefähr der Hälfte seines Fließweges stürzt er die Kalandula-Fälle hinunter und biegt fast rechtwinklig nach Westen ab. Der Lucala mündet ungefähr 1,5 km unterhalb von Massangano in den Cuanza.

## Kalandula-Fälle

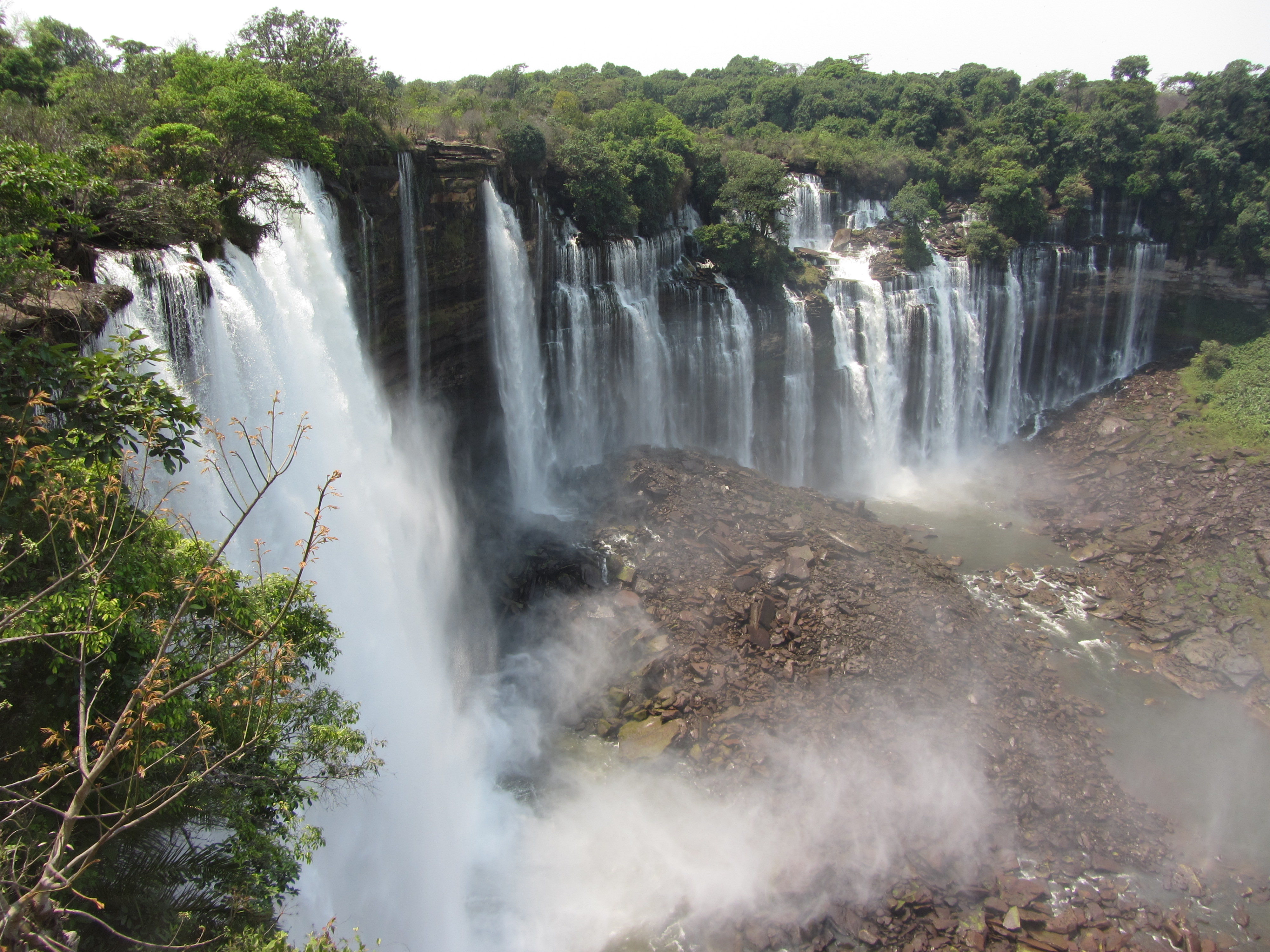
Die Kalandula-Fälle

Die Kalandula-Fälle (portugiesisch: Quedas de Kalandula) befinden sich am Oberlauf des Lucala, ca. 80 km nordwestlich der Provinzhauptstadt Malanje. Die namensgebende Kleinstadt Calandula befindet sich ungefähr 5 km westlich der Wasserfälle.